# Broadband Satellite Multimedia
BSM (Broadband Satellite Multimedia en anglès) és una arquitectura en vies de desenvolupament, que adapta tots els protocols IP per tal que hi hagi un correcte funcionament, d'aquestos, en les xarxes de satèl·lit.

## Història
L'arquitectura BSM, va ser creada amb el fi d'adaptar tots els protocols IP per un correcte funcionament, d'aquests protocols en les xarxes de satèl·lit, ja que els protocols Terrestres d'Internet, en particular la senyalització, gestió i control, sovint s'adapten malament a les característiques específiques de les xarxes de satèl·lit (TR 101 984).
El treball BSM se centra en el transport eficient dels fluxos de dades IP i sobre com interpolar xarxes de satèl·lit i terrestres amb xarxes IP. Les normes de BSM estan sent dissenyades per utilitzar les normes ja existents (com DVB-RCS), mentre que roman oberta a les noves normes i altres tecnologies disponibles.

## Estructura

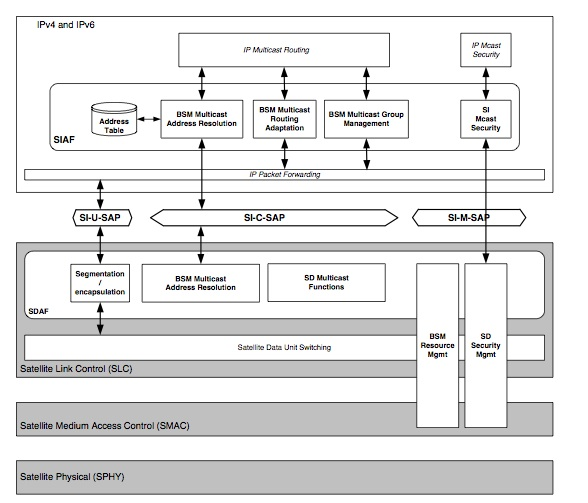
Esquema de l'arquitectura BSM.

Els protocols BSM es basen en l'adaptació de l'arquitectura client-servidor sense interferir en el protocol IP mitjançant la pila de capes OSI protocol. Aquest utilitzen la capa MAC (Mitjana Access Control) per gestionar el tràfic IP. Aquesta adaptació ha de ser transparent pel que implique canvis com els temporitzadors y filtrat el tràfic. Cap canvi pot afectar el protocol d'Internet pel que aquestes adaptacions s'han de fer a través d'administradors independents, per ser veritablement independent del sistema.
L'arquitectura BSM defineix el satèl·lit Accés independent Service Point ([SI-SAP]) de la interfície que separa les funcions de satèl·lit independents de les capes superiors de les característiques dependents de satèl·lit de les capes inferiors, i proporciona un mecanisme per portar a protocols basats en IP a través d'aquests satèl·lits dependents les capes inferiors.
El SI-SAP permet preveure el canvi d'un sistema de satèl·lit a un altre i si intervenen satèl·lits o no. El SI-SAP utilitza un identificador de BSM (BSM_ID) i un identificador de cua (QID). El BSM_ID identifica de forma única un punt de la xarxa BSM i permet a la capa IP protocols de resolució d'adreces (equivalent a ARP per IPv4 com para IPv6 ND) que s'utilitzaran durant el BSM. Els detalls de la BSM_ID en termes de format i el seu ús s'especifica en la TS en resolució d'adreces. El QID permet la transferència de dades BSM (paquets IP) que es posen en cua i vigila que es transmetin correctament a través de la BSM.

## Desenvolupament
Hi ha fissures de seguretat que s'han de tenir en compte, i unes possibles solucions serien:
La primera se centra a assegurar l'enllaç amb el satèl·lit, on només caldria utilitzar qualsevol IPsec (manera túnel) o la seguretat de capa d'enllaç, com la ULE seguretat. La segona, se centra a desplegar d'extrem a extrem una seguretat utilitzant SSL (o TLS) i sistemes de seguretat d'aplicacions específiques.
El treball de normalització ETSI BSM s'està centrant en la millora en el transport eficient dels fluxos de dades IP i en la manera d'interaccionar xarxes de satèl·lit amb les xarxes IP terrestres. I el seu futur treball se centrara a analitzar els diferents tipus de PEP i els mecanismes de formulació de recomanacions de millora per l'ús de PEP a les xarxes de BSM. A més les millores de PEP es compararan amb les tècniques d'extrem a extrem per TCP (tals com a finestra de transmissió creixent, reconeixements selectius i marques de temps) i per a la capa d'aplicacions (tals com la millora d'HTTP 1.1 i la compressió de dades). Finalment, l'interfuncionament entre entitats BSM PEP i la gestió de BSM i entitats de QoS, seran analitzades.